# Sint-Catharinakapel (Maastricht)

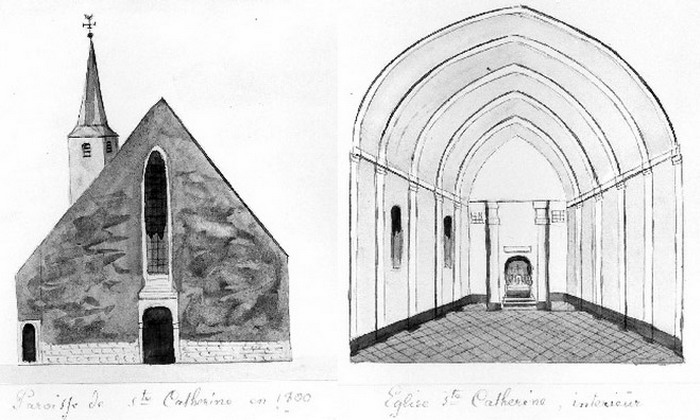
Historiserende afbeeldingen Catharinakerk door Philippe van Gulpen, tekening ca. 1840.

De Sint-Catharinakapel was een middeleeuwse gasthuiskapel in de Nederlandse stad  Maastricht. De kapel was aanvankelijk onderdeel van het Sint-Catharinagasthuis, maar diende vanaf 1632 als parochiekerk van de Sint-Matthijsparochie aan de Boschstraat. Het gasthuis was gelegen op de hoek van de Kerkgang (de huidige Sint Catharinastraat) en de Boschstraat. Eind zeventiende of begin achttiende eeuw werd dichter bij de Markt een nieuwe Sint-Catharinakapel gebouwd, die bekend stond als de Sint-Catharinakerk en aan de Sint Catharinagang lag.

## Geschiedenis

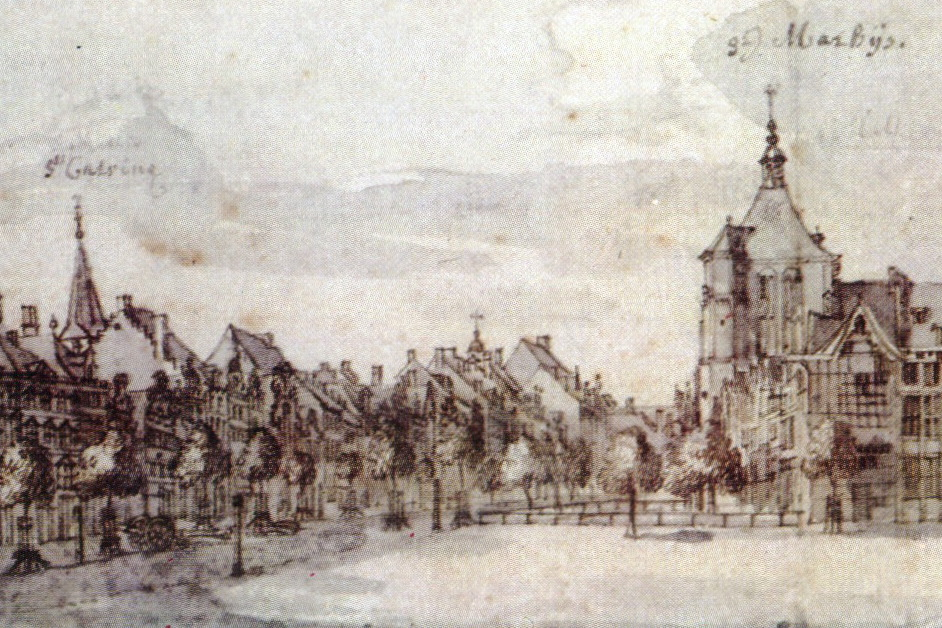
Detail van een gezicht op de Markt en Boschstraat (toeschrijving Jan de Beijer, ca. 1740). Links de toren van de katholieke Sint-Catharinakerk; rechts de protestantse Sint-Matthijskerk.

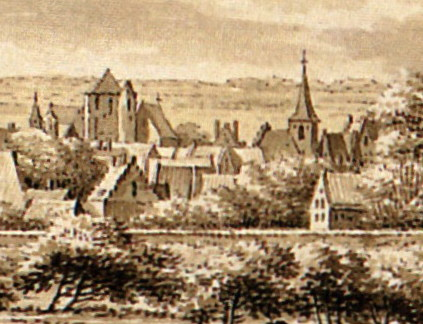
Detail van een panorama van Maastricht, gezien vanuit het westen (anoniem, 18e eeuw?). Links de primitief weergegeven toren van de Sint-Matthijs; rechts de Sint-Catharina.

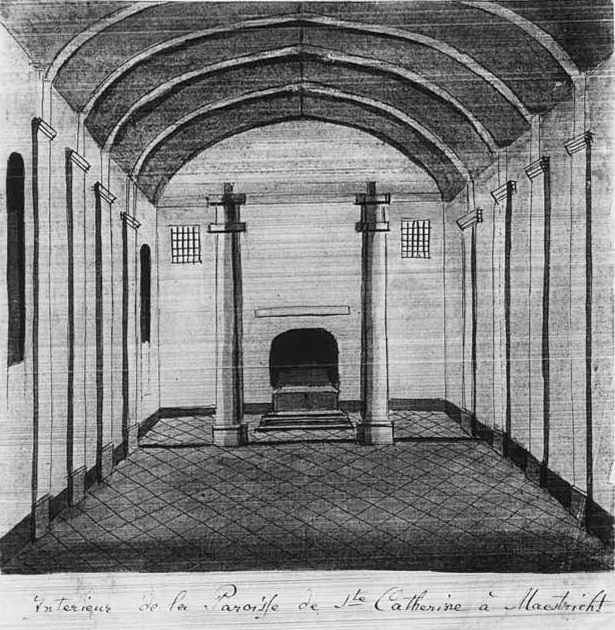
Afwijkend interieur, Van Gulpen, tekening ca. 1840

Het Sint-Catharinagasthuis werd waarschijnlijk rond 1300 gebouwd op een terrein dat buiten de eerste stadsmuur was gelegen en toen nog niet werd omsloten door de tweede muur. Er waren voornamelijk boeren, tuinders en lakenwevers gevestigd. Het gasthuis werd voor het eerst in 1309 vermeld. Zieke wevers werden er gratis opgenomen. Het lakenweversambacht – in Maastricht noemde men een gilde een ambacht – deelde in ruil daarvoor op gezette tijden brood uit aan de armen van de parochie. Het gasthuis werd beheerd door twee jaarlijks door het stadsbestuur benoemde provisoren, de Sint-Catharinameesters. Hun rekeningen werden jaarlijks afgehoord door de magistraat. In 1610 werd het Sint-Catharinagasthuis opgeheven; het vermogen werd overgeheveld naar de zogenaamde "armentafel" van de Sint-Matthiasparochie, een instelling voor armenzorg. Wat er met de woonruimte van het voormalige gasthuis gebeurde, is onzeker. Mogelijk werd zij bij de kapel getrokken.
De Sint-Matthiaskerk werd na de inname van de stad in 1632 door Frederik Hendrik voor de protestantse Republiek der Verenigde Nederlanden vanwege het toen geldende confessionele pariteitsbeginsel aan de protestantse gemeente toegewezen. Daarop werd de Sint-Catharinakapel door de katholieken als parochiekerk in gebruik genomen (1633). Enkele aan de Sint-Matthijs verbonden broederschappen verhuisden met hun respectievelijke altaren mee. De drie meest actieve broederschappen waren die van het Heilig Sacrament, die van de Gelovige Zielen in het Vagevuur en die van de heilige Johannes Nepomucenus. De verhuizing van de parochie was willens nillens: de kapel was veel te klein voor het aantal gelovigen. De Sint-Matthijsparochie telde midden zeventiende eeuw circa 3.500 parochianen. Die konden net als overal elders voor hun dagelijkse zielzorg en zondagsplicht ook terecht in de wijkkapellen en sommige kloosterkapellen. Voor het bijwonen van de plechtigheden op de hoogtijdagen van het kerkelijk jaar (Kerstmis, Pasen, Pinksteren, enzovoort) was een bezoek aan de parochiekerk echter verplicht. Dat gold ook voor het toedienen van bepaalde sacramenten zoals doopsel, vormsel, huwelijk en begrafenis, hetgeen alleen in een parochiekerk mocht plaatsvinden.
Tijdens de Franse bezetting van 1673-1678 kregen de katholieken tijdelijk weer de beschikking over de St.-Matthijs (de Franse koning was katholiek), maar na het vertrek van de Fransen kwam deze opnieuw aan de protestanten en moesten de katholieken weer genoegen nemen met de Sint-Catharinakapel. In 1679 werd in de ingang van de smalle Kerkgang, waaraan het oude gasthuis lag, een woonhuis gebouwd, waardoor de verbinding tussen Boschstraat en Batterijstraat volledig werd afgesneden. De kerktoren was nu alleen nog bereikbaar via dat huis, of vanaf de achterzijde van de kapel. Aan de Batterijstraat lag het westelijke deel van de Kerkgang namelijk nog open; hier lag ook het Sint-Catharinakerkhof. Kort daarna, in elk geval vóór 1718, moet een nieuwe Catharinakapel zijn gebouwd, op een iets verderop gelegen locatie op de grens van Boschstraat en Markt, destijds aangeduid als Houtmarkt. De oorspronkelijke kapel is waarschijnlijk kort na het gereedkomen van de nieuwe kerk gesloopt. Ze is niet meer te zien op de gedetailleerde plattegrond van de landmeter Delom uit 1718, noch op de Franse stadsmaquette, die tijdens de bezetting van 1748-1752 tot stand kwam.
De tweede Sint-Catharinakapel, die gestaan heeft op de plaats van het huidige pand Markt 28, was een op het oosten gelegen gebouw, dat paste in de rooilijn van de westelijke gevelwand van de Markt. Deze tweede Catharinakapel, die Sint-Catharinakerk werd genoemd, moet aanmerkelijk groter zijn geweest dan haar voorganger. Zij had een hoge façade, waarachter een lager schip schuilging. Behalve een middenschip beschikte zij ook over een rechts gelegen zijschip met een Onze Lieve Vrouwe-altaar. Omdat de kerk parochiekerk was en dus een kerkklok mocht luiden voor de oproep tot de eredienst, beschikte zij over een ranke toren, die op de zuidwesthoek was gelegen. Uit een twist in 1727 tussen pastoor en koster over de sleutels van de toren is af te leiden, dat de toren los stond van het kerkgebouw, of in elk geval daarmee niet direct verbonden was. Op een panoramatekening van de Markt door Jan de Beijer uit omstreeks 1740 is de toren goed te zien. Minder duidelijk is de sierlijke achttiende-eeuwse topgevel te zien. De ingang van het gebouw bevond zich aan de oostzijde, het hoofdaltaar aan de westzijde.  Aan de zuidzijde liep langs deze Catharinakerk een smalle gang vanaf de Markt naar het westen, de zogenaamde Catharinagang, die eveneens uitkwam in de Batterijstraat. Deze gang is in de loop van de negentiende eeuw door bebouwing verdwenen.
Omdat pastoor Cyrus van de Catharinakerk weigerde de eed van afkeer van het (Franse) koningschap af te leggen, werd het godshuis in 1797 gesloten en kwam het gebouw onder Frans bestuur. Toen het ongeschikt bleek voor de huisvesting van de gemeentelijke armenzorg en als vergaderlokaal voor de assemblées primaires (te koud, te vochtig en er zou een lijkengeur hebben gehangen), diende het enige tijd als opslagplaats voor in beslag genomen kerkmeubilair. De inboedel van de Sint-Catharinakerk werd in juni 1799 bij opbod verkocht. De opbrengst bleef onder het tevoren geschatte bedrag van 452 Franse franken. Het hoofdaltaar (30 frank) en een hekwerk dat de doopkapel afscheidde van de rest van de kerk (25 frank) brachten nog het meeste op; het marmeren doopvont wisselde voor slechts 8 frank van eigenaar; eikenhouten banken gingen voor anderhalve frank weg. Enkele banken en kasten waren al eerder voor de école centrale gereserveerd. Het orgel bleek slechts in bruikleen aan de kerk te zijn afgestaan en werd door de eigenaar teruggeëist. De onverkochte restanten werden in de loop van 1799 opgeruimd, waarna de lege kerk werd gebruikt voor graanopslag.
Na het in werking treden van het concordaat van 1801-1802 tussen (toen) de Franse eerste consul Napoleon en paus Pius VII, keerde pastoor Cyrus terug uit ballingschap. Op 29 april 1803 werd hij door bisschop Zaepfell van Luik benoemd tot pastoor van de Sint-Matthiaskerk, voorheen pastoor in de Sint Catharinakerk. Voordat die kerk op 15 augustus van dat jaar weer voor de eredienst in gebruik genomen kon worden, moesten de gemetselde bakovens worden uitgebroken, die er in 1794 waren aangebracht ten behoeve van de garnizoensbakkerij. Ook de totaal bouwvallig geworden Sint-Catharinakerk aan de Markt werd teruggegeven aan de Sint-Matthijsparochie. Bij een inspectie in 1806 bleken de buitenmuren op instorten te staan, de loden regenpijpen waren weggehaald, alle ramen waren stuk en het plaveisel was verdwenen. Op 1 juni 1809 werd het gebouw voor 2.550 franken verkocht aan de hoogste bieder, de Maastrichtse burger B. Courtat. Ene Hopp vestigde in het gebouw in 1858 de eerste mechanische broodbakkerij van Maastricht. In het laatste kwart van de negentiende eeuw werd het pand aangekocht door de industrieel Louis (I) Regout (1832-1905). Deze liet de voormalige kapel/kerk slopen om er een woonhuis te bouwen.

## Erfgoed
De naam van de Sint Catharinastraat (sinds 1903) is voor zover bekend de enige herinnering aan het Sint-Catharinagasthuis. Het pand Markt 28 zou volgens niet bevestigde speculaties in 1860 gebouwd zijn met stenen van de toen ter plekke afgebroken (tweede) Sint-Catharinakapel/-kerk.
In de kerkschat van de Sint-Matthiaskerk bevinden zich enkele achttiende-eeuwse broederschapsplaquettes van Maastrichts zilver. Ze werden door de zilversmeden Fredericus en Johannes Wery vervaardigd voor respectievelijk de Broederschap van het Heilig Sacrament en die van de Gelovige Zielen in het Vagevuur. Beide plaquettes worden tentoongesteld in de Schatkamer van de Sint-Servaasbasiliek. In de Schatkamer van de Onze-Lieve-Vrouwebasiliek bevindt zich een zilveren processiestafbekroning die vrijwel zeker afkomstig is uit de Sint-Catharinakerk. Waarschijnlijk zijn meerdere zeventiende en achttiende-eeuwse liturgische voorwerpen uit het bezit van de Sint-Matthiaskerk afkomstig van de 165 jaar door de parochie gebruikte Sint-Catharinakapel en -kerk.

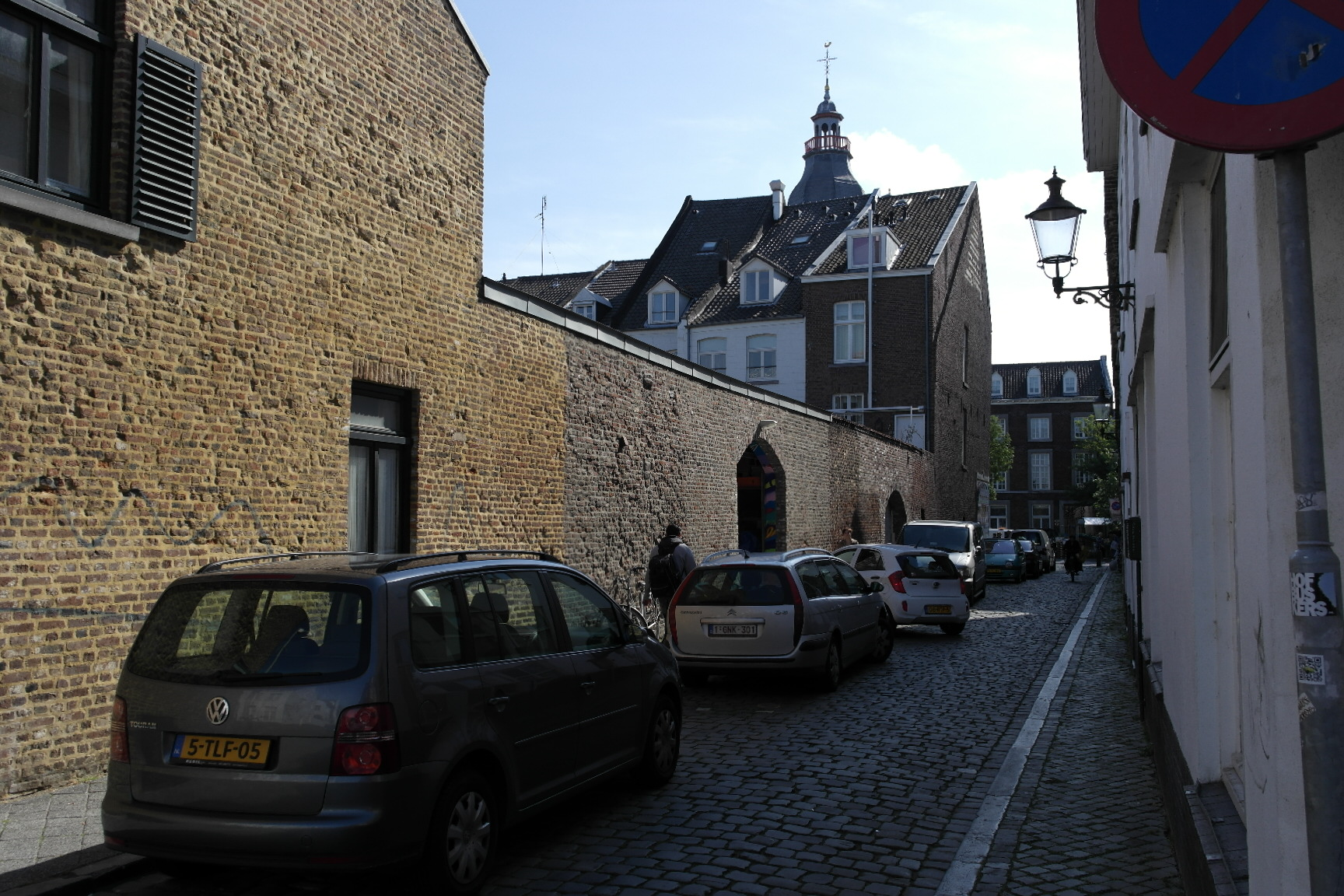
Sint Catharinastraat naar het oosten met toren Sint-Matthijskerk
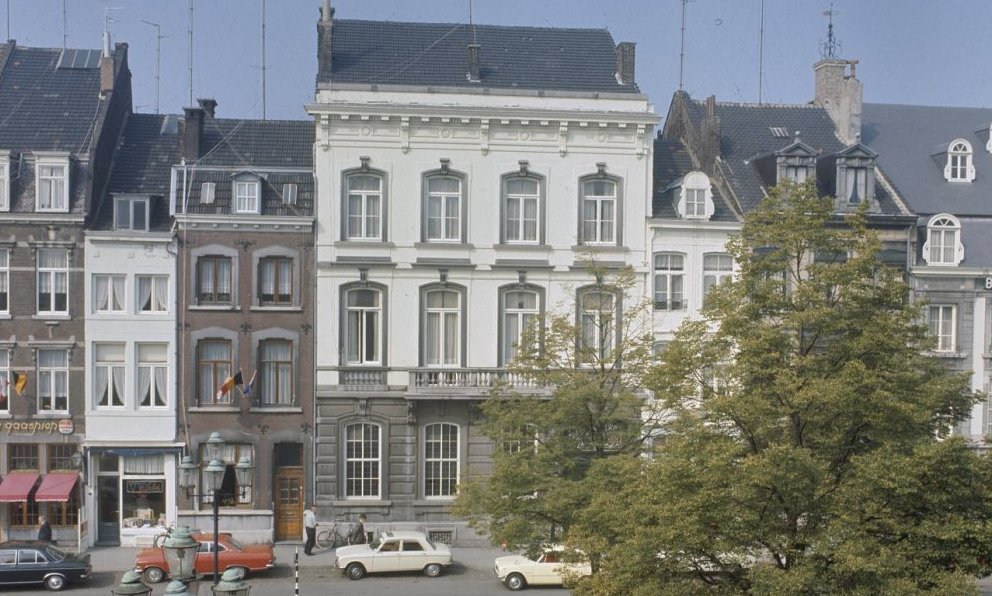
Markt 28 (het brede witte pand), op de plek van de Sint-Catharinakerk
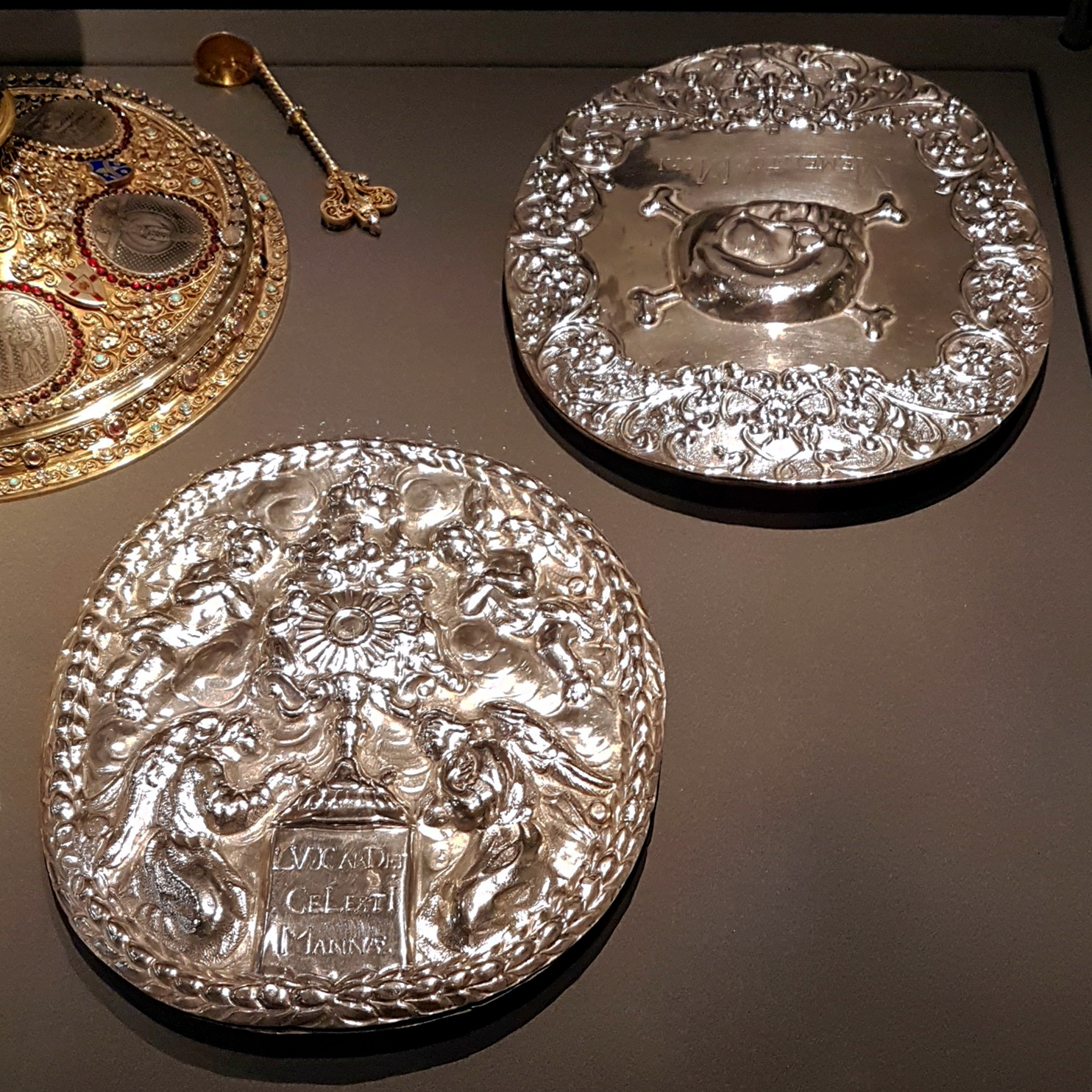
Broederschapsplaquettes (F. & J. Wery, ca. 1716)
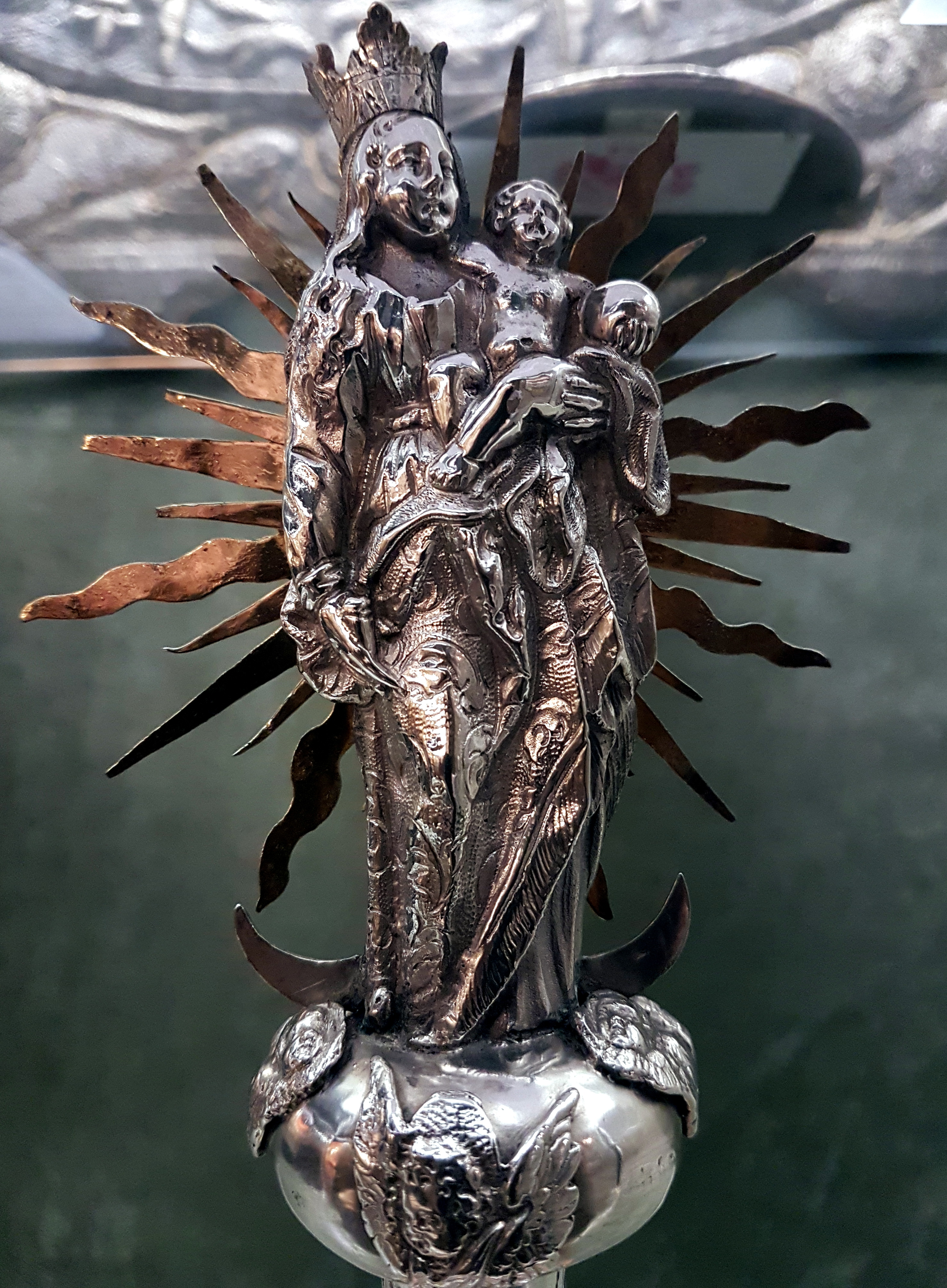
Zilveren ceremoniestafbekroning (18e eeuw?)

* betekent: niet langer in gebruik voor religieuze doeleinden; ** betekent: (deels) gesloopt, verdwenen